# 3744 Horn-d’Arturo
A 3744 Horn-d'Arturo (ideiglenes jelöléssel 1983 VE) a Naprendszer kisbolygóövében található aszteroida. Osservatorio San Vittore fedezte fel 1983. november 5-én.